# Xaurus
Xaurus is een kevergeslacht uit de familie van de boktorren (Cerambycidae). De wetenschappelijke naam van het geslacht werd voor het eerst geldig gepubliceerd in 1867 door Pascoe.

## Soorten
Xaurus omvat de volgende soorten:
- Xaurus bennigseni Lameere, 1912
- Xaurus depsarius Pascoe, 1867
- Xaurus papuus Lansberge, 1884